# Système PDI
Le système PDI est un système mis en place par l'INRAE pour raisonner l'alimentation protéique des ruminants. Elle s'appuie sur les PDI (protéines digestibles dans l'intestin grêle), parmi lesquels on distingue les PDIA : protéines digestibles dans l'intestin provenant des protéines alimentaires non dégradées dans le rumen réseau, et les PDIM : protéines digestibles dans l'intestin d'origine microbienne.

## Histoire
Ce système a été mis au point au début des années 1970 par l'INRA (à l'époque) et plus particulièrement au Centre de Recherches Zootechniques et Vétérinaires de Theix pour remplacer l'ancien système des MAD (matières azotées digestibles) moins précis. 

## Utilité
Il est utilisé avec le système des unités fourragères pour calculer la ration des ruminants. Le calcul fait appel à des valeurs mesurées expérimentalement ou extrapolées en fonction des connaissances acquises sur la digestion chez les ruminants et à des algorithmes permettant d'obtenir les quantités à fournir aux animaux en fonction de leur état physiologique (croissance, gestation, lactation) et du niveau de leur production.